# Arumecla galliena
Arumecla galliena is een vlinder uit de familie van de Lycaenidae. De wetenschappelijke naam van de soort werd als Thecla galliena in 1877 gepubliceerd door William Chapman Hewitson.

## Synoniemen
- Thecla iopas Godman & Salvin, 1887
- Thecla lophis Druce, 1912